# Anablatta
Anablatta – wymarły rodzaj karaczanów z rodziny Blattulidae, obejmujący tylko jeden znany gatunek: Anablatta compacta. Żył w triasie.

## Taksonomia
Rodzaj i jego gatunek typowy opisane zostały po raz pierwszy w 2007 roku przez Rafaela G. Martinsa-Neto, Oscara F. Gallego i Anę M. Zavattieri. Opisu dokonano na podstawie skamieniałości pokrywy, odnalezionej w potoku nazwanym „Quebrada del Puente”, w dystrykcie Potrerillos na terenie argentyńskiej prowincji Mendoza. Pochodzi ona z należącej do Grupy Uspallata i datowanej na karnik w triasie formacji Potrerillos. Nazwa rodzajowa jest połączeniem imienia paleontolog i nazwy innego rodzaju karaczana (Blatta). Epitet gatunkowy oznacza po łacinie „mała”.

## Morfologia
Karaczan ten miał pokrywy tylko dwukrotnie dłuższe niż szerokie, o długości 5,8 mm i szerokości 2,8 mm. Tylna żyłka subkostalna jak i przednia żyłka radialna były nierozgałęzione. Końcowy odcinek tej drugiej ustawiony był prostopadle do kostalnej krawędzi pokrywy. Długa i lekko zakrzywiona tylna żyłka radialna dawała dziesięć odgałęzień, z których niektóre były wtórnie rozwidlone. Żyłka medialna w połowie długości skrzydła rozwidlała się na nierozgałęzioną przednią i mającą dwie gałęzie tylną żyłkę medialną. Przednia żyłka kubitalna dzieliła się na trzy gałęzie, z których dwie ostatnie dawały odgałęzienia wtórne. Lekko zakrzywiona tylna żyłka kubitalna miała końcówkę ustawioną prostopadle do analnego brzegu skrzydła, który to osiągała w odległości ⅓ od jego nasady. Pole analne było niewielkich rozmiarów i miało trójkątny kształt.

## Paleoekologia
Owad ten zasiedlał południowy zachód Gondwany. Rejony te cechowały umiarkowane temperatury i klimat o dużej zmienności sezonowej, opisywany jako megamonsunowy. Teren porastały lasy liściaste i lasy zawsze zielone twardolistne. Ich florę charakteryzowało duże bogactwo, w tym wiele gatunków z rodzaju Dicroidium. Entomofauna tego rejonu zachowała się jednak w zapisie kopalnym słabo. Z tego samego stanowiska co Anablatta znany jest jeden rodzaj chrząszcza – Delpuentesyne oraz kilka innych rodzajów karaczanów: Potrerilloblatta, Delpuenteblatta, Lariojablatta i przypuszczalnie Triassoblatta.